# حبيل عامر (ردفان)

تعديل مصدري - تعديل

حبيل عامر هي إحدى قرى عزلة الحبيلين بمديرية ردفان التابعة لمحافظة لحج، بلغ تعداد سكانها 102 نسمة حسب تعداد اليمن لعام 2004.